# 山清郡
山清郡（：／ Sancheong gun */?），是大韓民國慶尚南道西部的一個郡。面積357.62平方公里，2005年人口52,048人。山清郡是韩国医圣许浚的故乡，被称为韩国传统医学的摇篮。
下為山清邑及十面。1895年始稱山清郡。

## 姐妹城市
- 大韓民國鎮海市、靈岩郡、首爾瑞草區、大田儒城區、釜山金井區